# Nova Lipa
Nova Lipa är en ort i Požega i Požega-Slavoniens län i Kroatien. Den hade 88 invånare år 2011.